# Alejandro Gallinal
Dr. Alejandro Gallinal bzw. Alejandro Gallinal, auch unter dem Namen Cerro Colorado geführt, ist eine Ortschaft in Uruguay.

## Geographie
Alejandro Gallinal befindet sich auf dem Gebiet des Departamento Florida in dessen Sektor 9 in der Cuchilla Grande Inferior. Nächstgelegene Ansiedlung ist im Südwesten Reboledo. Westlich des Ortes entspringt der Río Santa Lucía Chico. An der am Nordostrand Alejandro Gallinals gelegenen topographischen Erhebung Cerro Colorado sind die Quellen des Arroyo Timote, des Arroyo del Tigre (Nebenfluss des Arroyo Mansavillagra) und des Arroyo de la Cruz zu finden. Das sich nördlich des Ortes erstreckende Gebiet trägt die Bezeichnung Cuchilla de Mansavillagra.

## Geschichte
Durch das Ley 11.893 wurde die bis dahin als Cerro Colorado bezeichnete Ortschaft am 18. Dezember 1952 in Alejandro Gallinal umbenannt. Am 28. Januar 1985 erhielt man durch das Ley 15.708 den Status eines "pueblo" zuerkannt.

## Infrastruktur
Durch den Ort führt die Ruta 7. Zudem verläuft die Eisenbahnstrecke Toledo–Rio Branco durch Alejandro Gallinal.

## Einwohner
Die Einwohnerzahl von Alejandro Gallinal beträgt 1.357 (Stand: 2011), davon 687 männliche und 670 weibliche.
| Jahr | Einwohner |
| ---- | --------- |
| 1963 | 593       |
| 1975 | 906       |
| 1985 | 1.092     |
| 1996 | 1.170     |
| 2004 | 1.336     |
| 2011 | 1.357     |

Quelle: Instituto Nacional de Estadística de Uruguay

## Söhne und Töchter Cerro Colorados
- Omar Prego Gadea (1927–2014), Schriftsteller, Journalist und Essayist